# Schildthurn
Schildthurn ist ein Gemeindeteil von Zeilarn im niederbayerischen Landkreis Rottal-Inn. Schildthurn liegt eineinhalb Kilometer östlich von Zeilarn an der Staatsstraße 2590 im Isar-Inn-Hügelland.
Am 1. April 1971 wurde im Zuge der Gebietsreform in Bayern die Gemeinde Schildthurn mit den Gemeinden Gumpersdorf und Obertürken zur neuen Gemeinde Zeilarn zusammengelegt.

## Geschichte
Schon im 9. Jahrhundert wird Schildthurn als Edelsitz in Salzburger Urkunden genannt.  Alte Schreibweisen sind Sciltaria, Schiltarum und Schiltarn. Es liegt althochdeutsch *skiltarun (‚bei den Schildmachern/Wappenmalern‘) zugrunde. Die Edlen von Sciltaren werden von 1076 bis 1221 vielfach als Zeugen in Urkunden der Klöster Asbach, Raitenhaslach und Vornbach aufgeführt. Danach dürfte Schildthurn in den Besitz der Grafen von Leonberg gekommen sein.

## Sehenswürdigkeiten
Siehe auch: Liste der Baudenkmäler in Zeilarn#Schildthurn
- Wallfahrtskirche St. Ägidius
- Kapelle St. Leonhard, erbaut im ausgehenden 15. Jahrhundert

## Vereine
- Freiwillige Feuerwehr Schildthurn, gegründet 1885
- Schützengesellschaft Schildthurn, gegründet 1950